# Maratjärnen (Bjuråkers socken, Hälsingland)
Maratjärnen är en sjö i Hudiksvalls kommun i Hälsingland och ingår i Delångersåns huvudavrinningsområde.